# Наянтара
Наянтара або Наян Тара (நயன்தாரா; нар. 18 листопада 1984) — індійська акторка Коллівуду, отримав звання «Пані Суперзірка». Також знімається на кіностудіях Моллівуду та Толлівуду. На 2017 рік знялася у більше ніж 60 кінострічках. Здобувала приз за найкращу жіночу роль від кінопремії Filmfare Awards South — 3 рази (ще 7 разів була номінована на премію), Asianet Film Awards — 2 рази.

## Життєпис
Походила з аристократичної малаяламської родини. Була донькою Куріана Кодіятту, чиновник Військово-повітряних сил Індії, та Омани Куріан, які належали до Маланкарської сирійської православної церкви. При народженні отримала ім'я Діана Маріама. Здобула початкову освіту у школі Джамнагару, Делі. Разом з родиною також бувала в Мумбаї, Пенджабі та Карнатакі.
В Тікуваллі навчалася у спеціалізованій школі для дівчат. Потім здобула навчання в коледжі Marthama College, здобувши ступінь бакалавра з англійської літератури. Під час навчання в коледжі стала працювати моделлю.
У 2003 році відбувся її дебют у кінематографі: вона знялася у фільмі мовою малаялам «Manassinakkare». Приходу до кіно сприяв режисер Сат'ян Антіккад. Успіх цього фільму сприяв обранню Діаною професією акторки. У 2004 році знялася у фільмі «Vismayathumbathu» з зіркою Моллівуду Моханлалом.
2004 року вперше знялася у фільмі мовою тамілі — «Ayya», в якому здобула значний успіх. Втім зіркою Коллівуду стала після зйомок в ролі Дурги у фільмі «Chandramukhi». У 2005 році вперше знялася у фільмі мовою телугу «Лакшмі». також успіхом користувався фільм «Бос, я кохаю Вас». Проте фільми 2006 року викликали у критиків змішані відгуки.
Головною роллю у фільмі «Billa» 2007 року Наянтара відновила свій статус зірки Коллівуду. після цього протягом 2008—2009 роках знялася у 6 фільмах, що мали значний успіх в глядачів та критиків. У 2010 році брала участь у фільмах різними мовами: «Adhurs» та «Сімха» (мовою телугу), «Супер» (мовами каннада і телугу), «Охоронець» (мовою малаялам), «Бос Енгіра Бхаскаран» (мовою тамілі). Усі вони мали успіх. За фільм «Охоронець» здобула номінацію за найкращу жіночу роль від кінопремії Asianet Award, а нагороду від Filmfare — за ролі у фільмах «Супер» та «Бос Енгіра Бхаскаран». Головна роль у фільмі «Elektra» здобула схвальні відгули журі Міжнародного кінофестивалю Індії та Міжнародного кінофестивалю Дубаї. Того ж року здобула премію «Kalaimamani Awards».
У 2011 році при переході її до індуїзм акторський псевдонім Наянтара став офіційним іменем. Цього року практично не знімалася, займаючись особистими справами. Повернулася до зйомок 2012 року в фільмі «Krishnam Vande Jagadgurum». За роль у фільмі 2013 року «Раджа Рані» здобула номінацію за найкращу жіночу роль від кінопремій Filmfare й Vijay Award. Також успіх мала кінострічка «Arrambam».
З цього часу стала зніматися у фільмах, які були орієнтовані на жіночу аудиторію, де її героїні представлені у вигляді сильних жінок, бізнес-леді, що самостійно долають перешкоди. У 2015—2016 роках також знімалася у комедійних і шпигунських фільмах, трилерах, фентезі. 2015 року здобула номінацію за найкращу жіночу роль кінопремії Vikatan Awards — за фільм «Naanum Rowdy Dhaan». У 2017 році за роль у фільмі «Puthiya Niyamam» здобула приз за найкращу жіночу роль на мові малаялам від Асоціації кінокритиків Керали.

## Особисте життя
Наянтара зізналася, що у неї були стосунки з режисером і актором Сіламбарасаном Раджендаром (Сімбу), які почалися під час зйомок «Валлавана». Причиною розпаду пари називають захоплення Сімбу іншою акторкою — Рімой Сіна. Наянтара болісно реагувала на це й вирішила розірвати стосунки.
Під час зйомок і після виходу фільму «Villu», у неї почався роман з одруженим режисером і хореографом Прабху Дівою. Поширювалися чутки, що у 2009 році у Наянтари з Прабху відбувся таємний шлюб. Наянтара зробила тату на зап'ясті з ім'ям Прабху Діви. У 2010 році Прабху Діва відкрито зізнався в коханні до Наянтари і заявив, що найближчим часом одружується з нею. Його дружина Рамалатха не згодна була на розлучення і подала в суд у сімейних справах скаргу, громадські жіночі організації виступили проти Наянтари, влаштовували пікети, спалювали її опудала. Зрештою розлучення відбулося, Прабху виплатив колишній дружині величезну компенсацію, віддав три квартири, частину іншої власності і врегулював питання про зустрічі з дітьми. У 2011 році шлюб Наянтари і Прабху Діви мав відбутися офіційно. Наянтара вже готувалася до весілля, облаштовувала новий будинок, навіть офіційно оголосила про завершення кар'єри, прийняла індуїзм, але несподівано пара розлучилася. Прабху Діва і Наян розлучилися навесні 2014 року.